# Raquel (Miguel Ángel)
Raquel es una escultura de mármol (h 197 cm) de Miguel Ángel, que data del 1542 aproximadamente y que está conservada en la basílica de San Pietro in Vincoli en Roma, entre las estatuas de la tumba de Julio II.

## Historia
Junto con Lea, la estatua de Raquel se destinó a completar la decoración de la última versión del monumento funerario del papa Julio II del 1542-1545, obra titánica a la cual el artista había trabajado durante casi cuarenta años. Destinada al nicho de laizquierda, junto al más antiguo y bien logrado Moisés, la obra está documentada en una suplica a Pablo III del 20 de julio de 1542, en la cual se refiere que las obras iban a buen ritmo. Un mes después de Miguel Ángel estipuló un contrato con Raffaello de Montelupo para llevar a término las cinco estatuas faltantes de la tumba, comprendiendo Lea y Raquel, si bien para estas últimas dos el maestro se reservó una nueva ejecución por su propia mano poco después. Parece sin embargo que el pulido y el acabado se dejó a su ayudante.

## Descripción y estilo
Raquel, heroína bíblica, está representada como una mujer encapuchada envuelta en un largo y pesado manto, cuya tela se adhiere al cuerpo con pliegues largos y dentados, proporcionando efecto húmedo. Sus ojos se dirigen al cielo, mientras realiza una torsión comedida y tiene las manos unidas en la posición típica de la Esperanza. Según Vasari y Condivi esta sería una alegoría de la Vida contemplativa, basándose en un pasaje dantesco o en las Diputationes Camaldulenses de Cristoforo Landino.